# Sobasina aspinosa
Espèce
Sobasina aspinosa est une espèce d'araignées aranéomorphes de la famille des Salticidae.

## Distribution
Cette espèce est endémique des Fidji. Elle se rencontre sur Vanua Levu et sur Viti Levu.

## Description
Les mâles mesurent de 3,9 à 4,0 mm. Cette araignée est myrmécomorphe.

## Publication originale
- Berry, Beatty & Prószyński, 1998 : Salticidae of the Pacific Islands. III. Distribution of Seven Genera, with Description of Nineteen New Species and Two New Genera. Journal of Arachnology, vol. 26, no 2, p. 149-189 (texte intégral).